# 1919 en Lorraine
Chronologie de la Lorraine
- 1915
- 1916
- 1917
- 1918
- 1919
- 1920
- 1921
- 1922
- 1923

Cette page est une liste d'événements qui se sont produits durant l'année 1919 en Lorraine.

## Éléments de contexte
- La France retrouve les territoires perdus en 1871, grâce au traité de Versailles et à la  Lettre du roi de Prusse Guillaume Ier. La loi du 17 octobre 1919 "relative au régime transitoire de l'Alsace et de la Lorraine" précise que "les territoires d'Alsace et de Lorraine continuent jusqu'à ce qu'il ait été procédé à l'introduction des lois françaises à être régis par les dispositions législatives et règlementaires qui y sont en vigueur".
- 113 000 hectares de terres agricoles sont devenues incultes en Meurthe-et-Moselle du fait de la guerre[1].
- 154 ponts et 4 890 kilomètres de chemins et routes sont à reconstruire en Meurthe-et-Moselle.
- 287 usines sont à reconstruire en Meurthe-et-Moselle.
- 11 millions de mètres cubes de tranchées sont à combler sur l'ensemble des zones de combat[2].
- Disparition des loups en Lorraine[3].

## Événements

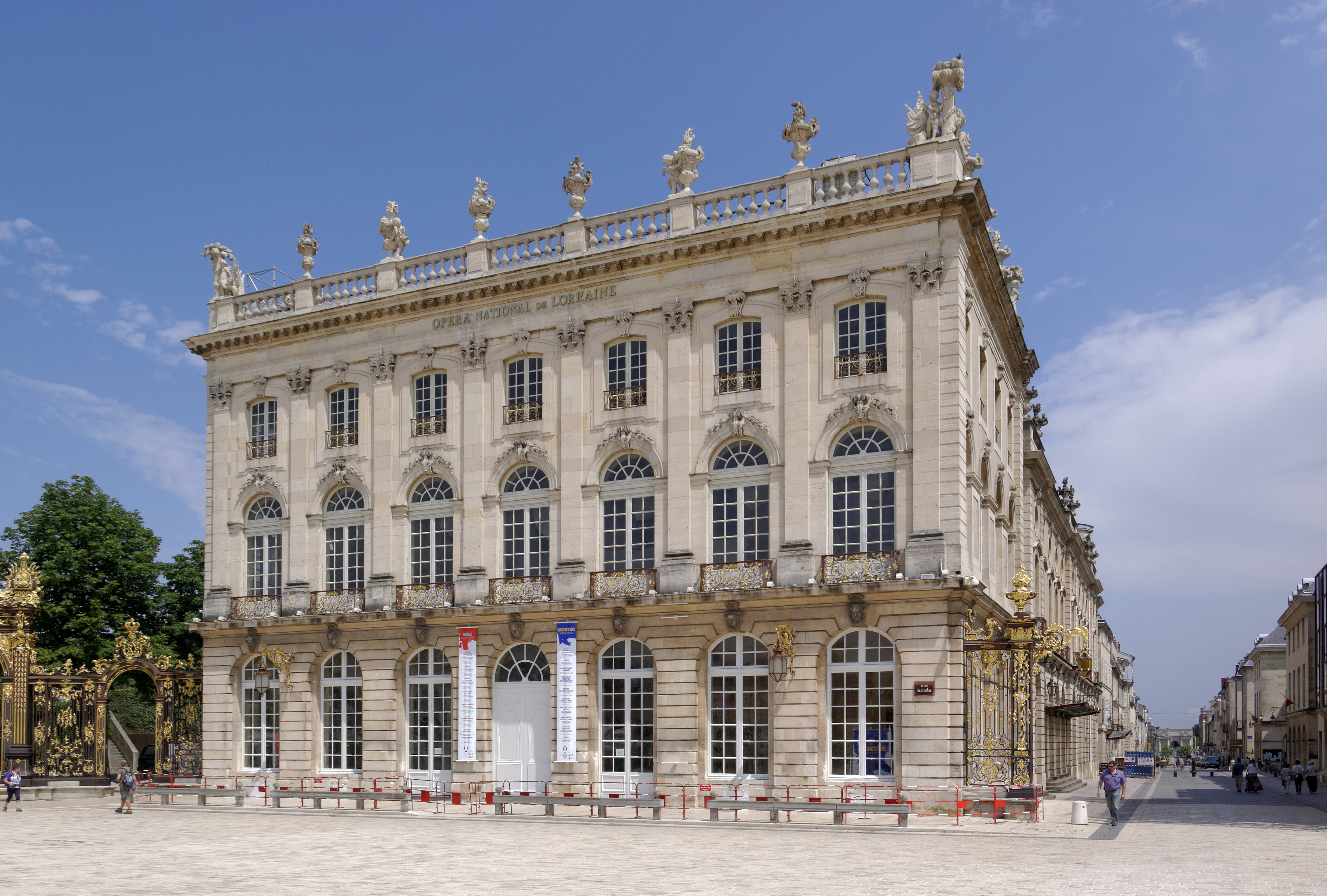
Opéra de Nancy, place Stanislas.

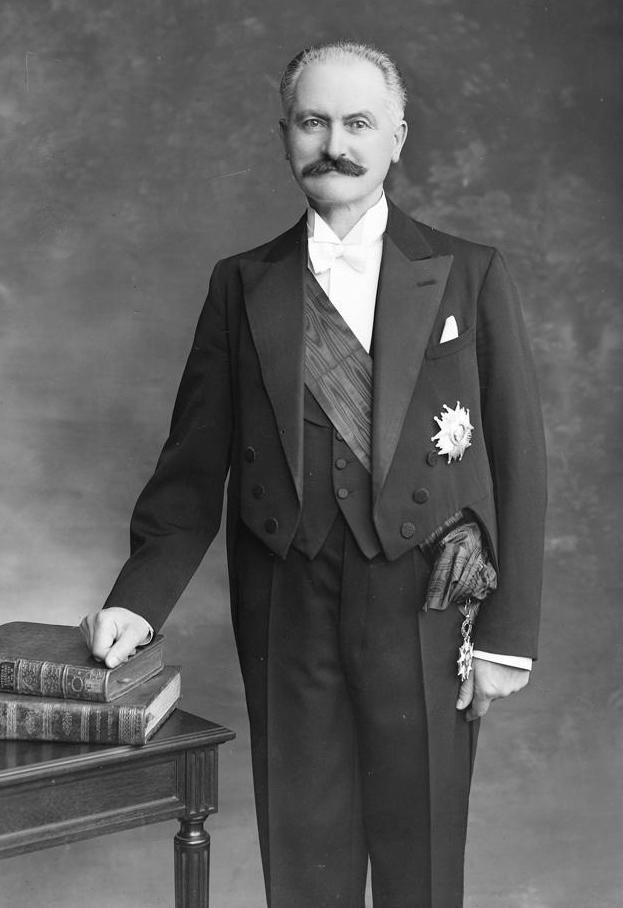
Albert Lebrun en 1932.

- Création de l'UCMPI (Union des Consommateurs de Produits Métallurgiques Industriels) à Hagondange[4].
- Création de la fonderie "Les Bronzes d'Industrie" à Amnéville[4].
- création de l'École nationale supérieure des mines de Nancy [5]dans le but de former des ingénieurs pour l'exploitation des mines du Nord de la Lorraine, région reconquise sur l'Allemagne en 1918.
- Fondation de nombreux clubs sportifs :
  - le Football Club de Metz, sous le nom de Cercle Athlétique Messin[6]. L'équipe de football est constituée d'une ossature d'anciens du Metz Sport Verein (fondé en 1912).
  - le Cercle sportif et olympique de Blénod et Pont-à-Mousson[7]
  - le Club sportif Orne 1919 Amnéville-les-Thermes[8]
  - l'actuel Sarreguemines Football Club, anciennement Association sarregueminoise de football 93  (ASF 93) jusqu'au 1er juillet 2013[9], club français de football.
- Sont élus députés de Meurthe-et-Moselle : Georges Mazerand, il se présente aux élections législatives en 3e position sur la liste de Bloc national, derrière Albert Lebrun et Louis Marin, membre de l'Alliance démocratique, il rejoint le groupe des Républicains de gauche; Édouard de Warren, élu sur la liste menée par Louis Marin et Albert Lebrun; Louis Marin, élu sur la liste que mène Albert Lebrun, en application du concept d'"union sacrée", la liste d'entente républicaine et de défense nationale, comprenant des républicains de gauche, modérés de centre-droit, et des républicains nationaux de droite comme lui ou comme François de Wendel[10];  Désiré Ferry; François de Wendel; Charles Fringant et Albert Lebrun élu sénateur en 1920.
- Sont élus députés de la Meuse : Georges Lecourtier : candidat de l'Alliance démocratique sur la Liste républicaine d'union meusienne conduite par André Maginot lors des élections législatives de 1919, il est élu et rejoint le groupe parlementaire de la Gauche républicaine démocratique à la Chambre des députés, il se consacre à la question des régions libérées, ainsi qu'à l'agriculture; André Maginot; ; Paul Henry Ferrette et Louis Revault.
- Sont élus députés de la Moselle : Robert Sérot, URD; Louis Hackspill ; Louis Meyer , Entente républicaine démocratique, plébiscité par les électeurs de sa circonscription, avec plus de 64 % des suffrages exprimés; Robert Schuman; Guy de Wendel; Charles François;  Jean-Pierre Jean et Louis Ernest de Maud'huy décédé en cours de mandat (1921).
- Sont élus députés des Vosges : Constant Verlot, GRD (1919-1924);  Maurice Flayelle, tête de liste d'Union nationale républicaine, la liste regroupait les républicains de gauche refusant toute alliance avec les socialistes, menés par le député Constant Verlot et l'opposition de droite d'avant-guerre provenant essentiellement des milieux catholiques, dont il est le chef de file; Aimé Piton, député socialiste; Édouard Mathis, député des Vosges de 1919 à 1926, inscrit au groupe de l'Entente républicaine démocratique; René Fonck, il siège au sein de la Chambre Bleu Horizon sous les couleurs de l'Alliance démocratique;  Maurice Kempf et Hubert de Bazelaire de Lesseux.
- Tournage à Saint-Mihiel du film J'accuse de Abel Gance[11]

### Janvier
- 3 janvier : Catastrophe au puits Sainte-Fontaine de Saint-Avold. Un coup de grisou suivi d'un coup de poussières fait 23 morts[12].

### Mars

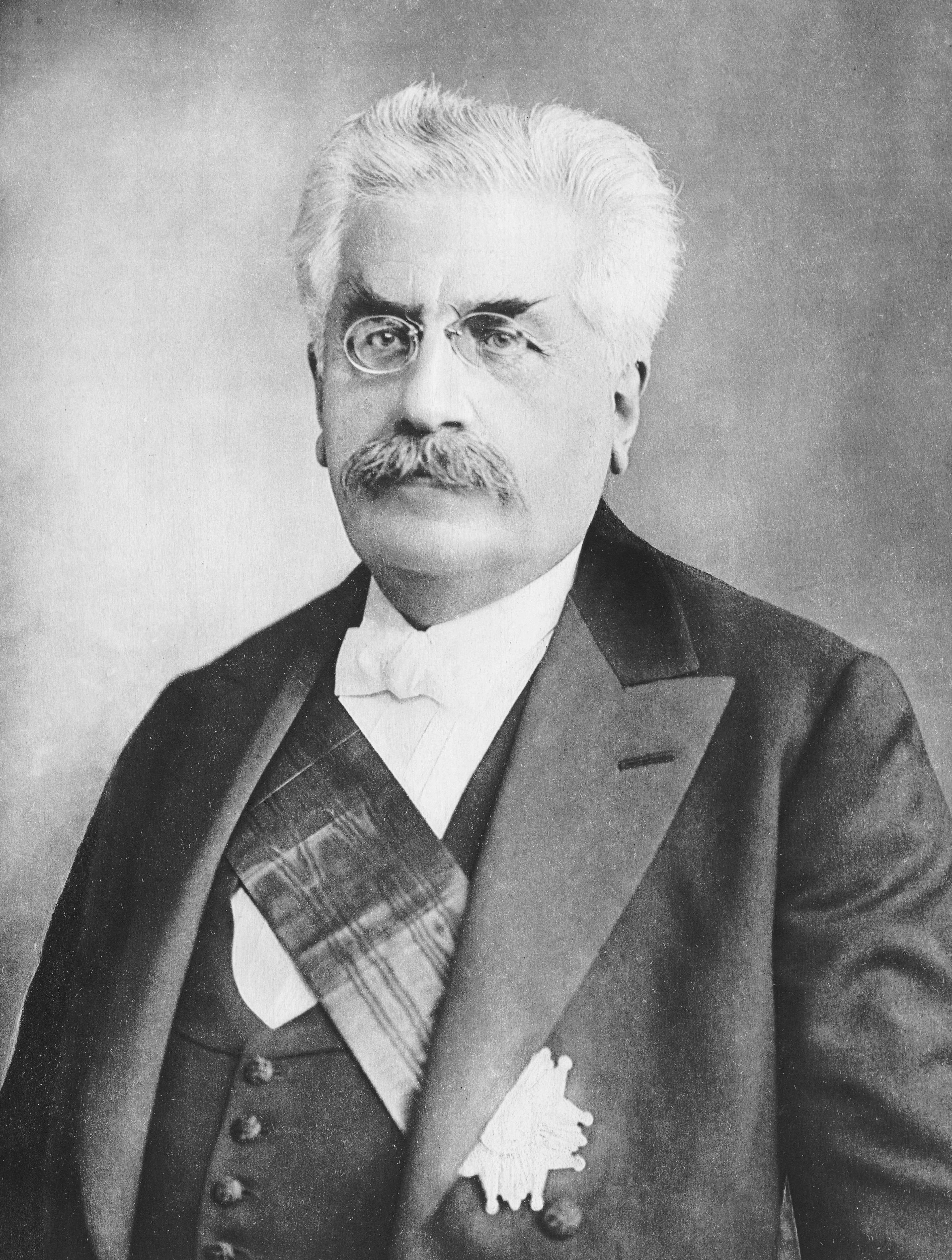
Alexandre Millerand.

- Mars, Alsace-Lorraine : Alexandre Millerand est nommé commissaire général[13].

### Avril
- 17 avril : loi de reconstruction. Création des Coopératives de Reconstruction[14] à l'initiative du ministre des Régions libérées Lebrun et de l'abbé Thouvenin, lequel soutiendra aussi plus tard le programme des habitations à bon marché de Louis Loucheur et Louis Marin.
- 23 avril : le Sport-Club Forbach prend son nom actuel : l'Union sportive de Forbach.
- 25 avril : sortie de J'accuse, film français muet d'Abel Gance tourné en partie dans la Meuse. S'appuyant sur le titre d'un article célèbre d'Émile Zola pour la défense de Dreyfus, J'accuse est une œuvre majeure d'Abel Gance dénonçant la guerre, en se servant pour fil conducteur de la vie et de la mort d'un ancien poilu devenu pacifiste convaincu.

### Mai
- 14 mai : Léontine David, sage-femme accusée d'intelligence avec l'ennemi est condamnée à mort à Nancy par le conseil de guerre. Elle sera exécutée à Tomblaine le 9 août[15].

### Juin

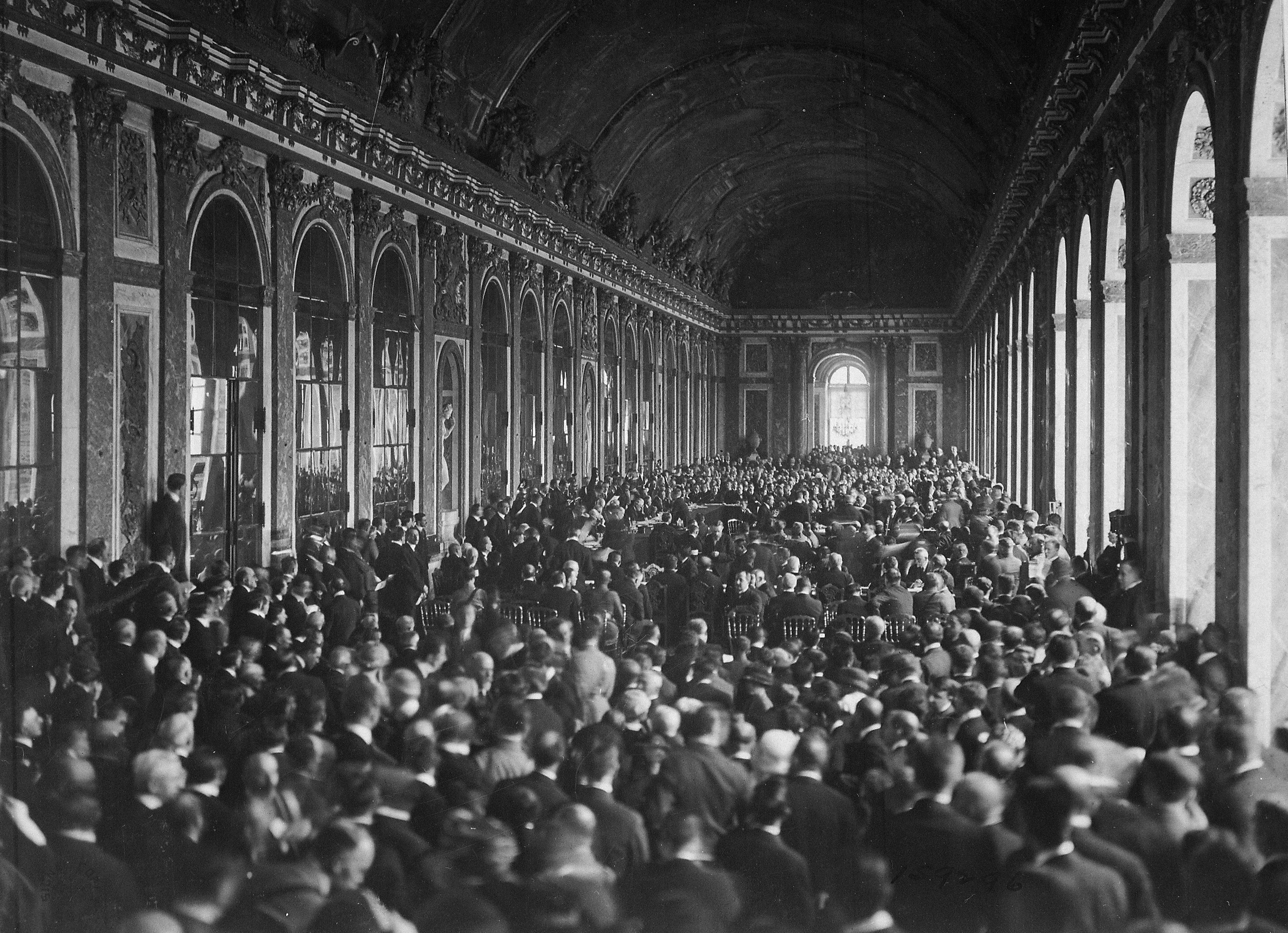
Signature du Traité de Versailles dans la Galerie des glaces du château de Versailles.

- 14 juin : Bitche reçoit la Légion d'honneur : « Sommée de se rendre, dès le 7 août 1870, elle a, sous l'héroïque direction du lieutenant-colonel Teyssier, et avec une garnison disparate de 2 500 hommes, résisté victorieusement aux bombardements et aux attaques d'un ennemi dix fois supérieur. Incendiée par les obus, sa population réduite de 2 700 à moins de 1 000 âmes, dont seulement 119 hommes valides, elle n'a consenti à ouvrir ses portes que le 27 mars 1871, deux mois après l'armistice, sur un ordre écrit du Gouvernement français et après avoir obtenu les honneurs de la guerre pour sa glorieuse garnison. La ville de Bitche ayant été comprise dans la partie du territoire arrachée à la France, aucune récompense ne put, jusqu'à présent, lui être décernée pour son héroïque résistance. Aujourd'hui que la vaillante cité lorraine est redevenue française, il m'a paru opportun de commémorer son siège et de récompenser la conduite héroïque de ses habitants en attribuant à Bitche la Croix de la Légion d'Honneur. Sa citation fait l'objet d'un rapport adressé par le Président du Conseil Ministre de la Guerre, au Président de la République. »
- 19 juin : Victor Demange crée le Metzer Freies Journal sous-titré Républicain Lorrain à Metz[3],[4].
- 28 juin : signature du traité de Versailles[13]. Restitution de l'Alsace-Lorraine à la France[3].

### Juillet
- 23 juillet : Luigi Lucotti s'impose à Metz lors de la 13ème étape du tour de France[16]. Le départ avait été donné à Strasbourg.
- 25 juillet : le tour de France part de Metz en direction de Dunkerque.
- 27 juillet : Nancy fête les 26e et 69e régiments d'infanterie, membre de la division de fer, qui l'ont défendue pendant la guerre[17]. Le 28 juillet, l'Est Républicain titre : L'accueil de Nancy à ses défenseurs.

### Août
- 14 août : Phalsbourg est décorée de la Légion d'honneur : « Gardienne de communications importantes pour la défense du territoire, a toujours été éprouvée par les attaques dirigées contre la France. Du 10 août au 10 décembre 1870, a subi un siège de quatre mois au cours duquel les habitants ont fait preuve d'un courage héroïque, bravant cinq bombardements qui ont détruit et incendié les deux tiers de la ville, pour que Phalsbourg, la pépinière des braves, demeure rivée au sol français. »

### Septembre

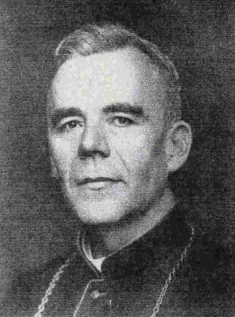
Jean-Baptiste Pelt

- 19 septembre : le séminaire de l'Abbaye des Prémontrés de Pont-à-Mousson fait l’objet d’un classement au titre des monuments historiques.
- 20 septembre : Longwy est décorée de la Croix de guerre avec palme et de la Légion d’honneur [18]: « Sentinelle avancée à quelques kilomètres de la frontière, a eu l’honneur de jouer un rôle important aux grandes heures de l’histoire. A fait preuve, en résistant à l’envahisseur de 1914, du même héroïsme que pendant les trois sièges de 1792, 1815 et 1870. N’a succombé que sous l’effet d’un lourd bombardement, dont elle a vivement souffert, après avoir retenu devant elle d’importantes forces ennemies. A subi fièrement, pendant plus de quatre ans le joug de l’ennemi, exaspéré par sa belle résistance. »
- 29 septembre : Jean-Baptiste Pelt est consacré évêque par le cardinal Amette, il est le 99e évêque de Metz de 1919 à 1937.

### Octobre

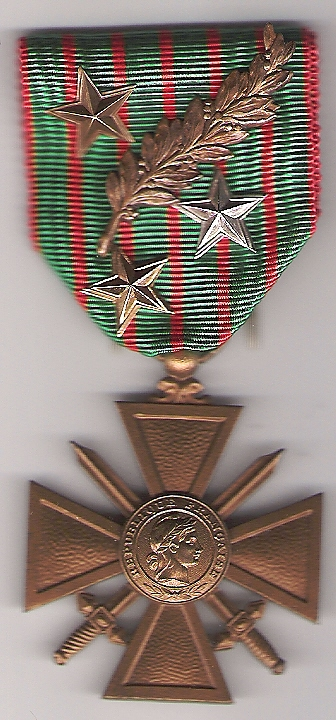
Croix de guerre 1914-1918 française.

- 12 octobre : Nancy reçoit la croix de la Légion d'Honneur et la Croix de Guerre. « Ville dont l'ardent patriotisme s'est affirmé magnifiquement au cours des épreuves de la guerre. Directement menacée, a assisté avec le plus beau courage à la bataille du Grand Couronné, livrée pour la défendre, bombardée par avions, prise par canons à longue portée, n'a jamais, malgré les souffrances, perdu son sang-froid. A bien mérité du pays. »« Souvent, messieurs, dans ce laps de quatre ans, je suis venu visiter les troupes qui couvraient Nancy, sur le Grand Couronné et sur les bords de la Seille, et j'ai senti qu'à aucun moment, vous n'aviez pu avoir la certitude d'être définitivement à l'abri du péril[19]… »
- 14 octobre : inauguration de l'Opéra de Nancy, dont la reconstruction avait été interrompue par la guerre[20].
- 17 octobre : le département de la Moselle (département) est créé par la loi relative au régime transitoire[3].
- 27 octobre : Metz est décorée de la Légion d'honneur : « Ville dont la fidélité à la France n'a connu nulle défaillance au cours d'une captivité de quarante-huit ans. Riche d'un passé glorieux et sans taches, que ses malheurs n'ont pu ternir, exposée pendant des siècles aux convoitises de l'ennemi tout proche. A bien mérité d'être à l'honneur parce qu'elle a été longtemps à la peine. Symbolise dans l'affection émue de la Mère Patrie, la Lorraine enfin reconstituée dans son intégralité de province française. »

### Novembre
- 16 novembre : 
  - la liste de l'Union républicaine lorraine remporte la majorité absolue en Moselle. Cette liste comptait entre autres Jean-Pierre Jean.
  - Hubert de Bazelaire de Lesseux, candidat dans les Vosges, sur la liste d'Union nationale républicaine. Classé quatrième de cette liste, il fut élu à la plus forte moyenne » et devient député.
- 17 novembre : trois départements sont créés dans l'ancienne Alsace Lorraine annexée : la Moselle, le Bas-Rhin et le Haut-Rhin[15].

### Décembre
- 20 décembre : fondation, grâce aux mines de fer d'Audun le Tiche, de la Jeunesse sportive audunoise, second à s'affilier à la Ligue de Lorraine juste après le FC Metz.

## Inscriptions ou classements aux titre des monuments historiques

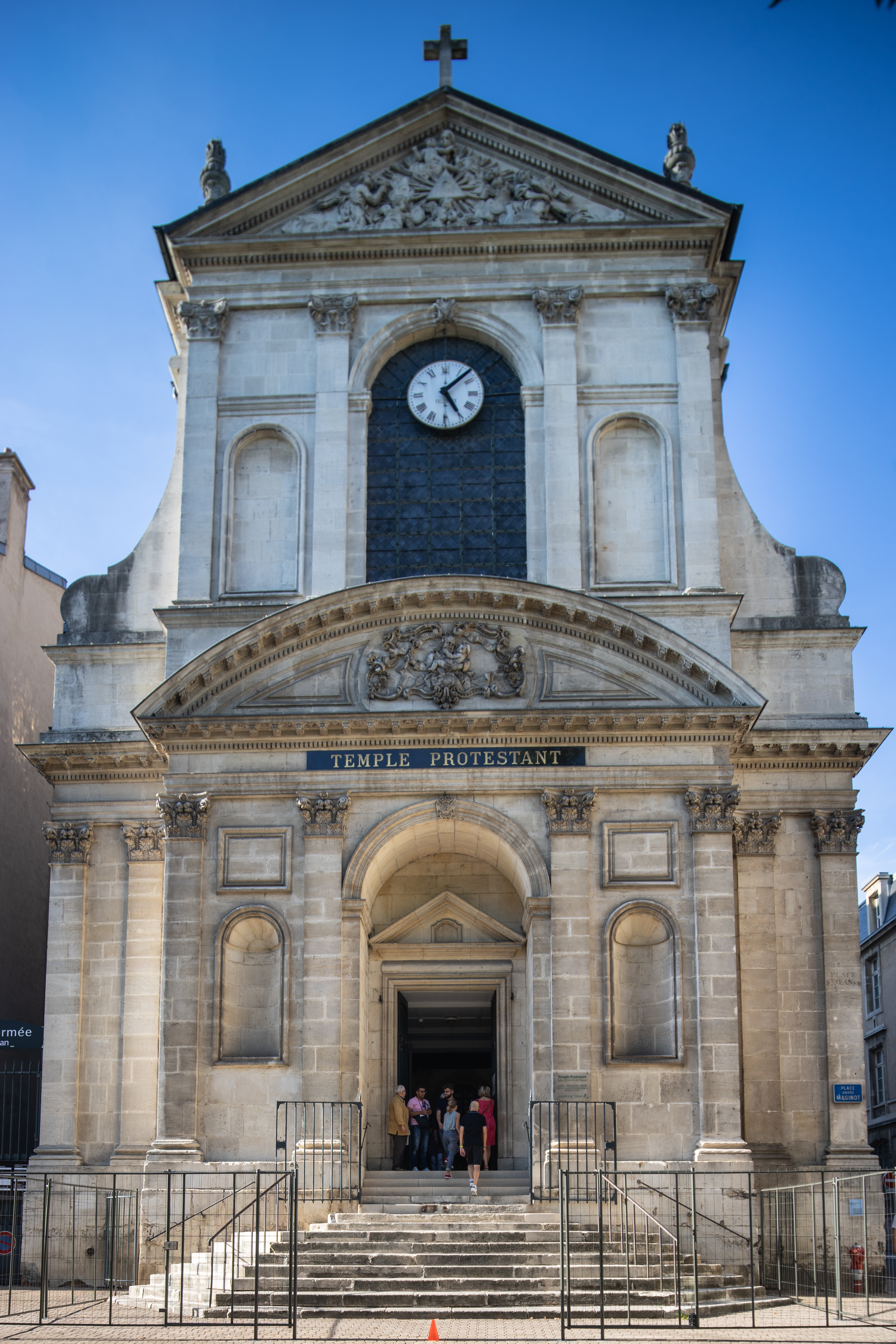
Temple protestant de Nancy

- En Meurthe-et-Moselle : Église Saint-Jean-Baptiste d'Amance[21]; Temple protestant de Nancy[22]; Abbaye des Prémontrés de Pont-à-Mousson[23]; Église Saint-Laurent de Pont-à-Mousson[24]; Hôtel de ville de Pont-à-Mousson[25]

## Naissances
- 9 janvier à Hagondange : Armand Nass, décédé le 7 juin 2008 à Moyeuvre-Grande, homme politique français.
- 16 janvier à Toul : Roger Nicolas, mort le 17 août 1977 à Saint-Maur-des-Fossés[26], humoriste français.
- 20 janvier à Montigny-lès-Metz : Hans Lautenschlager (Décédé le  19 septembre 2007), homme politique allemand (SPD), député au Bundestag de 1960 à 1976 et député européen de 1968 à 1977.
- 16 janvier à Toul : Roger Nicolas, décédé le 17 août 1977 à Saint-Maur-des-Fossés[27], humoriste français.
- 24 février à Bar-le-Duc : l'ingénieur général Jean Soissons, militaire français du corps des ingénieurs de l'armement. Il fut notamment chef de la Direction technique des constructions aéronautiques (DTCA).
- 25 février à Nancy : Lucette Berlioux, épouse Coupat, décédée le 30 octobre 1966, nageuse française  spécialisée en nage libre.
- 22 mars à Épinal : Léo Valentin, mort accidentellement en 1956 à Liverpool, parachutiste français. Il est considéré comme un des plus célèbres « hommes-oiseaux », sautant avec des ailes rigides lui permettant de planer. Il fut même considéré par les médias de l'époque comme « l'homme le plus audacieux du monde ».
- 25 avril à Blainville-sur-l'Eau : Robert Crémel, Mort pour la France[28] à Rufisque le 23 septembre 1940), militaire français, Compagnon de la Libération. Engagé volontaire au début de la Seconde Guerre mondiale, il décide de se rallier à la France libre pour poursuivre la lutte contre le troisième Reich mais meurt prématurément lors de la bataille de Dakar.
- 29 juillet à Moussey : Gilbert Duchêne, mort le 29 novembre 2009 à Metz, évêque catholique français[29]. Il a été évêque de Saint-Claude de 1975 à 1994.
- 5 septembre à Pont-à-Mousson : Paul Claudon, mort le 5 juillet 2002 à Paris 16e, est un producteur français de cinéma. Il permit à de nombreux réalisateurs comme Bertrand Blier, Jean L'Hôte, Pierre Jolivet ou Pierre Étaix de se révéler à un large public.
- 10 septembre à Lunéville : Jacques Choux, dit abbé Choux (mort le 10 septembre 2002 (à 83 ans) à Nancy), érudit lorrain, historien français, historien de la Lorraine et ancien conservateur du Musée lorrain de Nancy.
- 14 septembre à Forbach : Alphonse Rolland, footballeur français. Il est mort le 27 février 2012 à Strasbourg[30]. Il évolue au poste d'attaquant et effectue une carrière de joueur professionnel dans les clubs de Strasbourg, Bordeaux, Nice et Lyon entre 1938 et 1952. Il se reconvertit dans le poste d'entraineur durant cinq saisons à Épinal[31].
- 15 septembre à Metz : Jean-Marie Heyrend, Compagnon de la Libération français[32].  Envoyé sur le Front de l'Est comme Malgré-nous, il s'évada et servit d'agent de renseignement, sous les noms de Coty ou Swanson, dans le maquis de Seine-et-Oise.
- 9 octobre à Dombasle-sur-Meurthe : René Haby, mort le 6 février 2003 à Paris 10e[33], homme politique français.
- 5 novembre :
  - à Briey : Élisa Lamotte[34], morte le 29 mars 2013 à Paris, actrice française.
  - à Rosselange : André Frey, footballeur international français , mort le 18 décembre 2002 à Nice (Alpes-Maritimes). Il repose au cimetière de Carros.
- 9 décembre à Cornimont (Vosges) : Georges Gaillemin, mort le 17 mai 1958 à Neuilly-sur-Seine, homme politique français.

## Décès

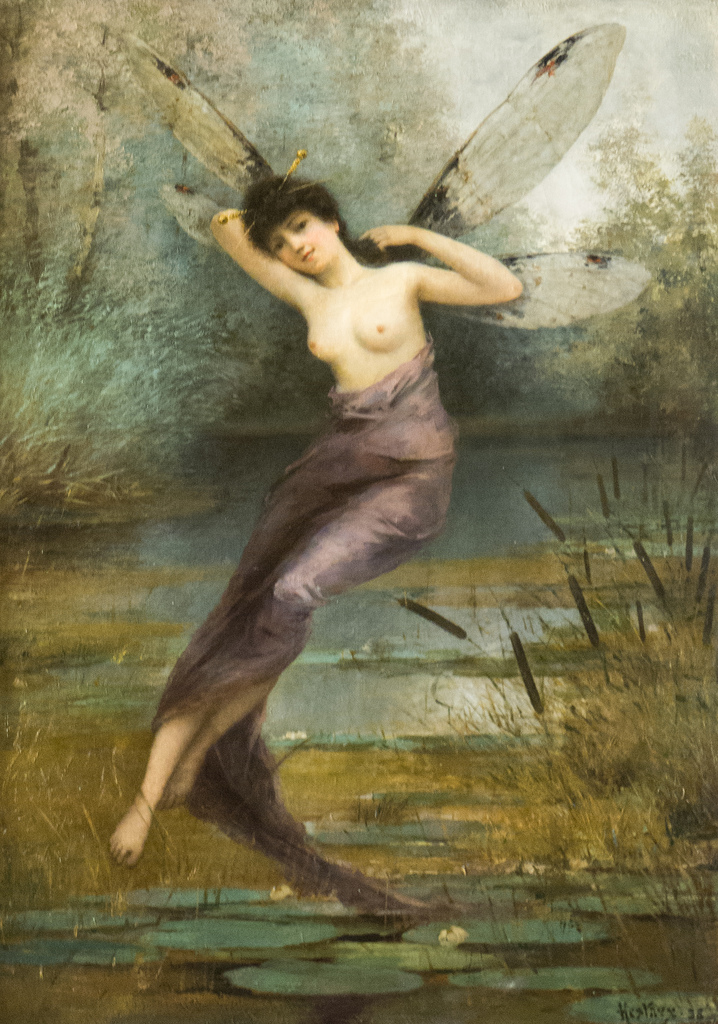
Louis Hestaux - La Libellule 1888.

- à Nancy : Louis Hestaux, né à Metz en 1858, peintre français.
- 19 avril à Saint-Dié (Vosges) : Ernest Picot, homme politique français né le 9 avril 1848 à Raon-l'Étape (Vosges).
- 28 novembre : Charles-Joseph Dusaulx, né le 31 juillet 1835 à Lorey, en Meurthe-et-Moselle, où il est mort. Un des inventeurs du moteur à explosion dès 1870 et d’autres inventions.
- 25 décembre, Toul : Jules Cordier est un homme politique français né le 16 janvier 1844 à Toul (Meurthe-et-Moselle).